# Ibrahima Yattara
Pour les articles homonymes, voir Yattara.
Ibrahima Yattara, né le 3 juin 1980 à Kamsar, est un footballeur international guinéen. Il obtient la double nationalité turque lors de la saison 2008-2009.

## Biographie
Il est connu comme « le Ronaldinho guinéen », car sa capacité à effectuer des gestes techniques de grande classe est impressionnante. Il possède une accélération fulgurante et un sens du dribble peu courant. Yattara a passé presque toute sa carrière en Turquie et en Belgique.
Après son succès dans son pays de naissance, Yattara est parti en Belgique pour rejoindre l'équipe du Royal Antwerp Football Club. À la suite d'une première saison difficile, le Guinéen s'est imposé en Belgique.
En 2003, il quitté Anvers pour rejoindre la Turquie et l'équipe de Trabzonspor. Là-bas, Yattara est devenu un des meilleurs ailiers de la SüperLig. Il a été élu meilleur joueur de la Turquie (Turkcell Süperlig) en 2005. En 2004 et en 2010, il remporte la Coupe de Turquie avec son équipe.
En 2011, il s'en va en Arabie saoudite avant de retrouver la Turquie. Cette fois, il rejoint le Mersin Idman Yurdu. Ce passage est beaucoup moins fructueux que son temps à Trabzon: Au début, il ne convainc pas, puis il se blesse gravement et enfin il n'est même pas retenu pendant plusieurs mois. La saison n'allait pas pour son équipe non plus : Le Mersin a été relégué en 2013.
Dix ans après avoir quitté la Belgique, Yattara a retrouvé ce pays. Il a signé par surprise un contrat à l'UR La Louvière Centre en troisième division belge. En 2015, sa carrière professionnelle s'arrête.

## Équipe nationale
Il jouait pour la sélection nationale de la Guinée, et a fait partie de l'équipe guinéenne qui a disputé la Coupe d'Afrique des nations de football 2004 en Tunisie et de la CAN 2006 en Égypte.
Il est le grand frère de Mohamed Lamine Yattara (actuellement au Standard de Liège en D1 Jupiler Pro League  - Belgique) et le cousin de Naby-Moussa Yattara.